# 蕭圓普
蕭圓普（6世紀—553年），南蘭陵郡蘭陵縣人，南朝梁武陵王蕭紀之子。

## 生平
太清六年（552年）三月，侯景之亂平定。四月，益州刺史、武陵王蕭紀在成都稱帝，改元天正，封蕭圓普為南譙郡王。同年十一月，梁元帝蕭繹在江陵稱帝，改元承聖。
天正二年（553年）七月，蕭紀被梁元帝的軍隊擊敗，與其子竟陵王蕭圓滿被斬殺於硤口。蕭圓普與皇太子蕭圓照等兄弟三人被收捕至江陵後，在獄中被梁元帝断绝饮食，吃自己的手臂，十三天后去世，天下人听到后都感到悲伤。